# Pete Chilcutt
Peter Shawn "Pete" Chilcutt (Sumter, Carolina del Sur; 14 de septiembre de 1968) es un exjugador de baloncesto que militó en la NBA desde 1991 hasta 2000.

## Trayectoria deportiva

### Universidad
Chilcutt jugó cuatro temporadas en la Universidad de North Carolina, donde compartió vestuario con J. R. Reid, Rick Fox, Scott Williams o Eric Montross, futuros jugadores de la NBA. En cada una de las temporadas que jugó en los Tar Heels, lanzó por encima del 50% de aciertos en tiros de campo, incrementando su anotación por partido año tras año. En su año sénior aportó 12 puntos y 6.6 rebotes por encuentro, avanzando los Tar Heels a la Final Four de la NCAA. En su temporada júnior promedió 9 puntos y 2 rebotes, disputando un total de 27.1 minutos en cancha, 7 más que el año anterior. Acabó promediando en total 8,2 puntos, 5,5 rebotes y 1,3 asistencias por partido.

### NBA
Fue seleccionado por Sacramento Kings en la 27.ª posición del Draft de 1991, jugando en su primera temporada en la liga 69 partidos y firmando 3.6 puntos y 2.7 rebotes por noche. En su segunda y última campaña completa en los Kings aumentó sus números a 6.1 puntos y 3.3 rebotes. El 16 de febrero de 1994 fue traspasado junto con Duane Causwell y tres futuras rondas de draft a Detroit Pistons por el pívot Olden Polynice y el alero David Wood. En los Pistons terminó la temporada disputando 30 partidos y promediando 3.8 puntos. 
La temporada 1994-95 la comenzó jugando en el Pallacanestro Trieste de Italia, aunque tan solo apareció en 9 partidos antes de fichar por Houston Rockets el 29 de noviembre de 1994, equipo con el que ganó el anillo de campeón. Debido a las lesiones, Chilcutt jugó un papel importante en los Rockets campeones, promediando además 5.3 puntos y 4.7 rebotes por partido. Pasó una temporada más en Houston antes de fichar por Vancouver Grizzlies, donde permanecería tres años. En su época en Canadá no pasó de ser un jugador sumido en las profundidades del banquillo que no contaba con más de 18 minutos en pista. La 1999-00 fue su última temporada en la NBA, jugándola en tres equipos diferentes; L.A. Clippers, Cleveland Cavaliers y Utah Jazz.

## Estadísticas de su carrera en la NBA
|  | Denota temporadas en las que fue Campeón de la NBA |

### Temporada regular
| Año     | Equipo        | PJ  | PT | MPP  | %TC  | %3P   | %TL   | RPP | APP | ROB | TPP | PPP |
| ------- | ------------- | --- | -- | ---- | ---- | ----- | ----- | --- | --- | --- | --- | --- |
| 1991-92 | Sacramento    | 69  | 2  | 11.8 | .452 | 1.000 | .821  | 2.7 | .6  | .5  | .2  | 3.6 |
| 1992-93 | Sacramento    | 59  | 9  | 14.1 | .485 | –     | .696  | 3.3 | 1.1 | .4  | .4  | 6.1 |
| 1993-94 | Sacramento    | 46  | 24 | 21.2 | .463 | .000  | .596  | 5.9 | 1.5 | .9  | .6  | 7.3 |
| 1993-94 | Detroit       | 30  | 0  | 13.0 | .425 | .214  | .769  | 3.3 | .5  | .3  | .4  | 3.8 |
| 1994-95 | Houston       | 68  | 17 | 19.8 | .445 | .407  | .738  | 4.7 | 1.0 | .4  | .6  | 5.3 |
| 1995-96 | Houston       | 74  | 0  | 8.8  | .408 | .378  | .654  | 2.1 | .4  | .3  | .2  | 2.7 |
| 1996-97 | Vancouver     | 54  | 1  | 12.3 | .436 | .362  | .591  | 2.9 | .9  | .5  | .3  | 3.4 |
| 1997-98 | Vancouver     | 82  | 0  | 17.3 | .435 | .415  | .661  | 3.7 | 1.3 | .6  | .5  | 4.9 |
| 1998-99 | Vancouver     | 46  | 0  | 15.2 | .366 | .382  | .824  | 2.5 | .7  | .5  | .3  | 3.6 |
| 1999-00 | Utah          | 26  | 0  | 8.6  | .355 | .100  | 1.000 | 1.7 | .4  | .2  | .2  | 1.8 |
| 1999-00 | Cleveland     | 6   | 0  | 5.0  | .000 | –     | –     | 1.5 | .2  | .0  | .0  | .0  |
| 1999-00 | L.A. Clippers | 24  | 2  | 14.5 | .492 | .313  | 1.000 | 3.3 | .7  | .4  | .3  | 3.0 |
| Total   | Total         | 584 | 55 | 14.4 | .441 | .381  | .696  | 3.3 | .8  | .5  | .4  | 4.3 |

### Playoffs
| Año   | Equipo  | PJ | PT | MPP  | %TC  | %3P  | %TL  | RPP | APP | ROB | TPP | PPP |
| ----- | ------- | -- | -- | ---- | ---- | ---- | ---- | --- | --- | --- | --- | --- |
| 1995  | Houston | 20 | 15 | 16.2 | .484 | .389 | .824 | 2.9 | .9  | .4  | .2  | 4.5 |
| 1996  | Houston | 1  | 0  | 10.0 | .250 | .000 | .000 | 3.0 | .0  | .0  | .0  | 2.0 |
| Total | Total   | 21 | 15 | 15.9 | .471 | .378 | .737 | 2.9 | .9  | .3  | .2  | 4.4 |